# Pexonne
Pexonne – miejscowość i gmina we Francji, w regionie Grand Est, w departamencie Meurthe i Mozela.
Według danych na rok 1990 gminę zamieszkiwało 446 osób, a gęstość zaludnienia wynosiła 33 osób/km² (wśród 2335 gmin Lotaryngii Pexonne plasuje się na 629. miejscu pod względem liczby ludności, natomiast pod względem powierzchni na miejscu 400.).